# Indigofera blanchetiana
Indigofera blanchetiana är en ärtväxtart som beskrevs av George Bentham. Indigofera blanchetiana ingår i släktet indigosläktet, och familjen ärtväxter. Inga underarter finns listade i Catalogue of Life.